# Rocher du Levant
Le Scoglio di Levante (en français, Rocher du Levant) est un écueil rocheux de la baie de Naples, en Campanie. Il s'élève face à l'île de Nisida, et fait partie de la ville de Naples. Près de lui se trouve un autre rocher, appelé Scoglio di Ponente (Rocher du Ponant).